# Tadeusz Gromnicki

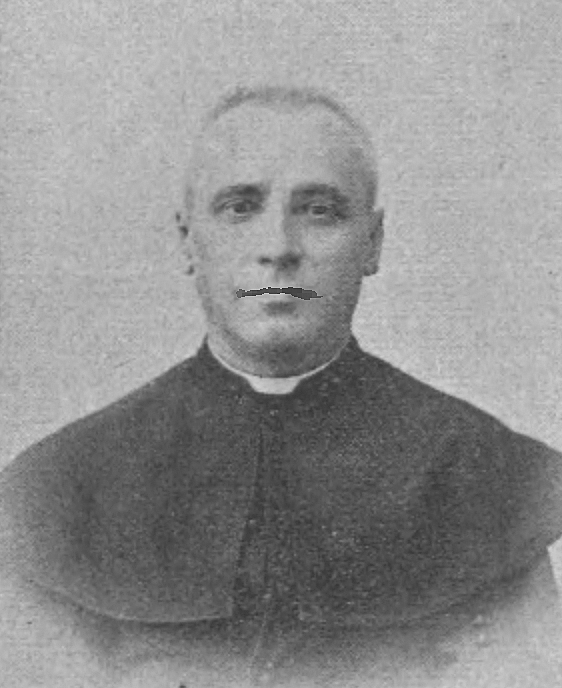
Tadeusz Gromnicki w 1902 r. jako nowo wybrany rektor UJ

Tadeusz Gromnicki (ur. 26 grudnia 1851 w Kopyczyńcach, zm. 17 grudnia 1939 w Krakowie) – polski naukowiec i duchowny, ksiądz kanonik, doktor filozofii, profesor teologii, historyk kościoła i prawa kanonicznego, rektor Uniwersytetu Jagiellońskiego w latach 1902–1903.

## Życiorys
Urodził się 26 grudnia 1851 w Kopyczyńcach jako syn Antoniego Gromnickiego (oficjał w Galicyjskiej Kasie Oszczędności) oraz Tekli z domu Soleckiej herbu Ostoja. Pochodził ze szlacheckiego rodu Gromnickich z Omelan, pieczętującego się herbem Prawdzic. Kuzyn Stanisława Gromnickiego, proboszcza w Buczaczu. Ukończył gimnazjum we Lwowie i gimnazjum w Brzeżanach (jako eksternista w 1875). Następnie wstąpił do Seminarium we Lwowie i rozpoczął studia na Wydziale Teologii Uniwersytetu Lwowskiego. Po ukończeniu studiów, został w 1874 wyświęcony na księdza.
Podjął pracę w duszpasterstwie w Kulikowie, a następnie we Lwowie, gdzie przez sześć lat uczył religii w szkole miejskiej oraz studiował filozofię na Uniwersytecie Lwowskim. W 1879 ukończył studia na Wydziale Filozofii ze stopniem doktora. W 1880 podjął pracę na stanowisku adiunkta Wydziału Teologicznego Uniwersytetu we Lwowie, aby po czterech latach zostać mianowanym profesorem nadzwyczajnym i objąć katedrę Wydziału Teologicznego na Uniwersytecie Jagiellońskim w Krakowie. W 1889 uzyskał stopień doktora teologii na Papieskim Uniwersytecie Gregoriańskim w Rzymie, a dwa lata później stopień profesora zwyczajnego prawa kanonicznego.
Pięciokrotnie piastował funkcję dziekana Wydziału Teologicznego Uniwersytetu Jagiellońskiego; w latach: 1895–1897, 1904–1905, 1907–1908, 1913–1914. W 1902 został obrany rektorem Uniwersytetu Jagiellońskiego i tym samym był posłem wiralnym na Sejmie Krajowym.
Był wieloletnim współpracownikiem Akademii Umiejętności. Dodatkowo pełnił funkcję sędziego pro- i synodalnego w kurii diecezji krakowskiej. W 1919 mianowany przez papieża Benedykta XV prałatem domowym papieskim. W 1921 uhonorowany został godnością kanonika w tzw. kanonii uniwersyteckiej w katedrze krakowskiej. W 1923, podczas synodu diecezji krakowskiej, był przewodniczącym komisji prawniczej. W 1927 mianowany został profesorem honorowym Uniwersytetu Jagiellońskiego. 
Zmarł 17 grudnia 1939 w Krakowie. Pochowany na cmentarzu Rakowickim w Krakowie (kwatera PAS LD-zach-grob. Kapituły Metropolitalnej).
Jego dorobek naukowy obejmuje liczne publikacje z zakresu prawa i historii.

## Odznaczenie
- Krzyż Komandorski Orderu Odrodzenia Polski (11 listopada 1936)[5]

## Publikacje
- Lwów  miasto, historia i stan jego, Lwów 1879
- Święci Cyryl i Metody, Kraków 1880
- Synody prowincjonalne oraz czynności niektórych funkcjonariuszów apostolskich w Polsce do r. 1357, Kraków 1885
- Ormjanie w Polsce: ich historja, prawa i przywileje, Warszawa 1899
- Szkoła ludowa a Kościół w Austrii i trzy najnowsze wnioski szkólne, Poznań 1889
- Geschichte der theologischen Facultät an der K.K. Jagellonischen Universität in Krakau, Wien 1893
- Synody prowincjonalne oraz czynności niektórych funkcyonaryuszów apostolskich w Polsce, Kraków 1908
- Świętopietrze w Polsce, Drukarnia A. Koziańskiego, Kraków 1908[6]
- Forma zawierania zaręczyn i małżeństw : według dekretu „Ne Temere” z dnia 2 sierpnia 1907 roku z uwzględnieniem prawa austryackiego, niemieckiego i rosyjskiech, Kraków, Warszawa 1910[7]
- Nowy Kodeks Prawa Kanonicznego o małżeństwie w zestawieniu z dotychczasowym prawem w: Polonia Sacra T. 2, Kraków 1918[8]

### Referaty
- Referat o małżeństwach mieszanych (wygłoszony na synodzie diecezji krakowskiej w 1923 r., ogłoszony drukiem w aktach synodu)
- Teorya o początku prawa kościelnego: odczyt inauguracyjny w Uniwersytecie Jagiellońskim wygłoszony dnia 11 października 1902 r., Kraków 1902
- Do młodzieży: przemowa wygłoszona przy imatrykulacyi uczniów Uniw. Jagiell., Kraków 1902